# 大清洗
大清洗（俄語：Большая чистка，又译大整肅），又称肃反运动、大恐怖（Большой террор）、叶若夫时期，是1936年8月—1938年3月蘇聯的一場政治鎮壓和整党運動，由全联盟共产党（布尔什维克）中央總書記約瑟夫·斯大林发起实施，主要目的是贯彻实施斯大林的政治经济路线，并消除列夫·托洛茨基等政治对手的影响力。
弗拉基米尔·列宁于1924年去世，随后俄国共产党（布尔什维克）（1925年，改名为全联盟共产党（布尔什维克））内逐步形成权力真空。在列宁政府中任职的不少人想要继承他的政治遗产。苏共总书记约瑟夫·斯大林在争夺政治遗产的斗争中获胜，并最终于1928年完全掌控了苏共。最开始，斯大林的领导地位被广泛接受，一国社会主义也成为了当时党内被铭记的政治政策。但是，自1930年代早期起，受集体化造成的灾难及第一个五年计划有限成果的影响，党内官员对斯大林领导地位的认同逐渐动摇，包括托洛茨基在内的斯大林的政治对手也不断试图削弱斯大林对党的控制力。
1934年，时任列宁格勒州委书记谢尔盖·基洛夫遇刺。苏联内务部门对基洛夫的死进行了一场大规模的调查，最终找出了一个反对斯大林的党内政治网络，其中包括斯大林的几个政治对手。基洛夫遇刺案中被捕的许多人供认了他们有杀害斯大林本人的计划。不过，史学家怀疑这些说法的准确性，但他们也同意基洛夫的死促成了大清洗的决定。
到1936年，斯大林决定进行大清洗。大清洗总体上由苏联的秘密警察内务人民委员部执行。内务人民委员部开始先对中央领导层、老布尔什维克、政府官员及地区党委进行清洗，最终，清洗蔓延至苏联红军及其指挥层，并对军队造成了巨大影响。三次莫斯科审判清洗了大部分老布尔什维克，消除了对斯大林权威的挑战。随着整肃范围的逐渐扩大，怀疑他人是破坏分子、反革命的风气逐渐影响平常人的生活。内务人民委员部亦开始对少数民族进行清洗，如伏尔加德意志人就被强制驱逐出境，并遭到了严酷的镇压。大清洗过程中，内务人民委员部频繁进行监禁、酷刑、刑讯逼供及草率处决，通过恐惧控制民众。
1938年3月，斯大林宣布内部敌人已被清除，大清洗基本结束。之后，斯大林批评内务人民委员部进行大规模处决，并于随后下令处决了在大清洗年代领导该机构的亨里希·雅戈达和尼古拉·叶若夫。尽管大清洗已经结束，但不信任的气氛和对党内广泛的监视在之后的几十年里仍未消除。学者们估计约有70万人死于大清洗，而内务人民委员部在1953年12月11日给出的数据为1937年至1938年间有681692人被处死，总计1372382人因各类政治原因被捕。“大清洗”一词源自历史学家羅伯特·康奎斯特于1968年出版的《大恐怖》一书，该书的书名本身就影射了法国大革命期间的“恐怖时期”。虽然苏联政府希望在大清洗中审判列夫·托洛茨基，但他早已于1929年流亡国外。列夫·托洛茨基随后在1940年被内务人民委员部暗杀。

## 导言

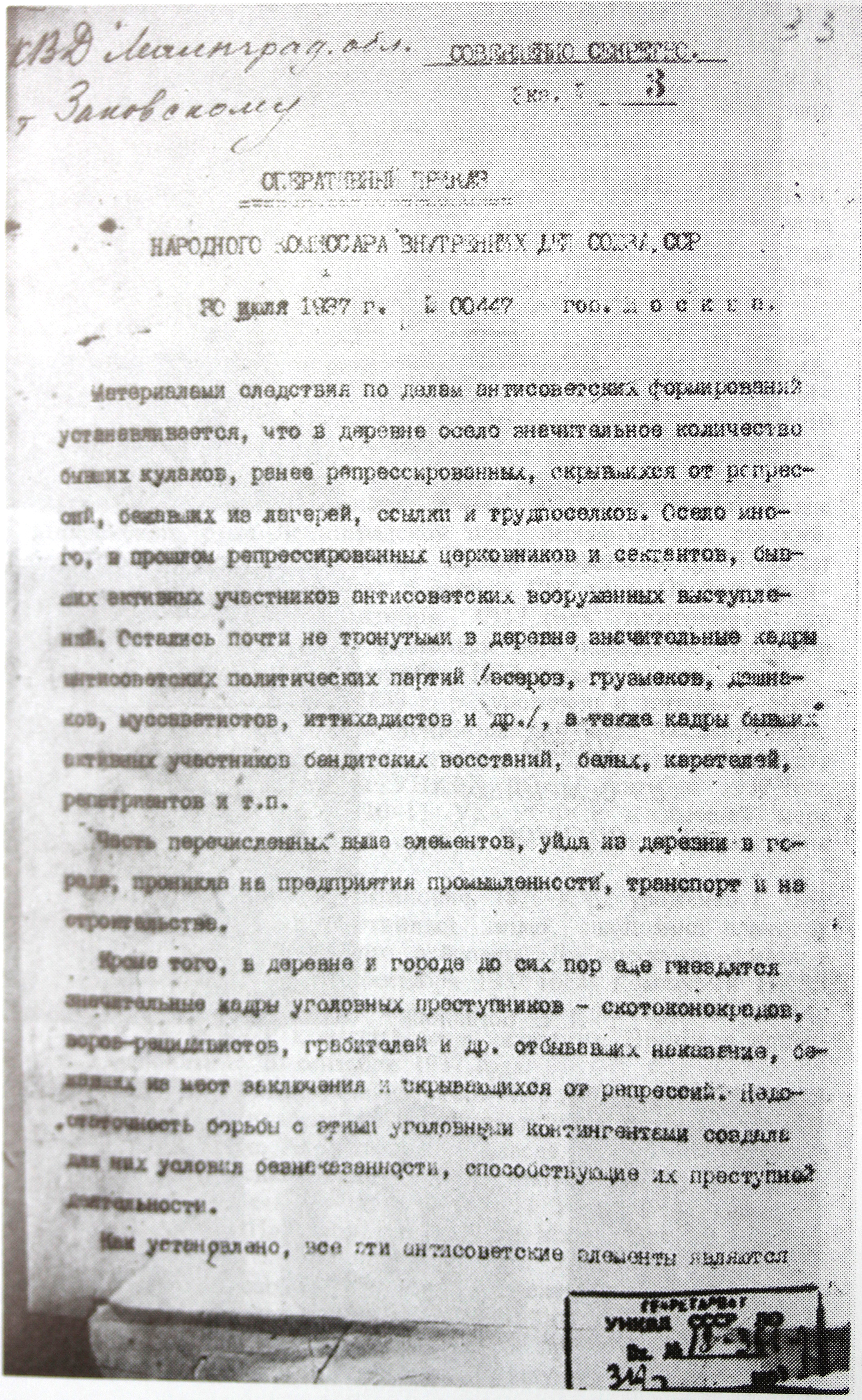
《内务人民委员部第447号命令》的摘抄

在苏联，“镇压”一词被苏共总书记约瑟夫·斯大林用来表示对被认为是反革命分子或者阶级敌人的人的迫害。史学家们常常会争论大清洗發生的根本原因，具体论述包括斯大林的偏执、斯大林想要清除异己或斯大林想巩固自己的权威。清洗始于苏联红军内部，随后蔓延至社会的各个方面。当时大多数的公众注意力聚焦在对党政军高级干部的清洗上，不过知识分子、农民（尤其是富农）和技术专家同样是清洗的目标。
少数族裔同样是内务人民委员部的行动目标，他们被指控为受“第五縱隊”控制。波兰裔的普通苏联公民是其中的受害者之一，苏联官方给出的解释是这些清洗行动是为消除波蘭軍事組織进行破坏和其他秘密活动的可能性。
苏共中央第一书记赫鲁晓夫1956年的秘密报告《关于个人崇拜及其后果》以及史学家羅伯特·康奎斯特的研究都指出，许多此类的指责，包括在莫斯科审判中提供的证据，是由刑訊逼供乃至酷刑得到的，或者是从俄罗斯苏维埃加盟共和国的刑法第58条（反革命罪行）的过分扩展的理解的基础上得出的。这些审判也并非按照当时苏联法律条文执行，因为当时的合法法庭在这些审判中全部被秘密警察的三人法庭代替。
数十万人死于大清洗，逾十万人被枪毙，上百万人被迫迁居。许多人被关押、拷打或者送入勞改營和古拉格。由于饥饿、疾病、恶劣的环境条件和沉重的劳动，许多人死在劳改营中。大清洗是在亨里希·雅戈达任内务人民委员时开始的，但是其顶峰则在1936年9月到1938年8月之间，当时的秘密警察首脑是尼古拉·叶若夫，这段时间有时也被称为“叶若夫时期”。但是整个大清洗是以苏共中央总书记斯大林为首的全联盟共产党（布尔什维克）中央政治局领导的，有些命令甚至直接由政治局发布。
比如1937年政治局发布命令对被告人施加“身体压力”，这个命令在实践中被理解为拷打和非法谋杀。大清洗结束时叶若夫被解除职务，以间谍罪（后来被证明是错误的）和叛变罪行而受审、被判枪决。

## 背景
自1930年起，党和警察官员一直担心强制农民集体化所造成的社会动荡，由此产生的1932–1933年的大饥荒，以及数百万农民不受控制地大规模迁移到城市将造成“社会混乱”。而欧洲的战事让苏联人感受到了威胁，并进一步加剧了斯大林和一般苏联人对社会和政治上的可疑人士的不良看法，并认为他们会在入侵时起事资敌。納粹德國在这一时期散布的指控无辜苏联公民的伪造文件和假消息进一步助长了这种猜疑。斯大林开始计划预防性地消灭这些人，并认为他们是“破坏者、恐怖分子、间谍和第五纵队”。

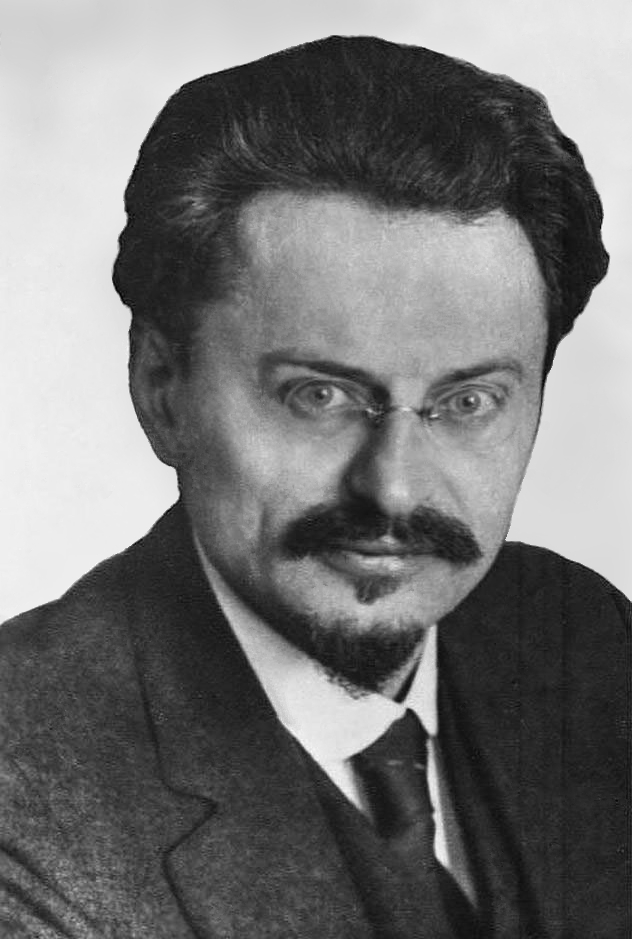
列夫·达维多维奇·托洛茨基1929年时的照片，摄于流亡土耳其前

起初，“清洗”一词在苏联政治用语中意为被清除出党，如1933年约40万人被开除党籍的情况。但是在1936年到1953年间，该名词的意义有所变化，因为在这段时间裡，开除党籍几乎一定意味着被捕、关押，乃至处决。
苏共中央总书记斯大林和苏共中央政治局希望消灭任何反对政府的专制统治的源泉。他们希望保证党员会按照“民主集中制”无疑地执行以斯大林为中心的中央的命令，不希望苏联共产党是一个像第一次世界大战前那样的多元的革命党派（实际上在1920年代苏联共产党已经失去了它的多元性）。另一个官方的理由是消灭任何战争时期可能会出现的“第五纵队”，但是不进行中立研究无法证明当时的确有这个危险。第五纵队的理论是莫洛托夫提出的，他本人是斯大林权力中心中的人物之一，而且亲手签署了多个枪决命令。此外共产党还想借此消灭“危害社会的分子”、富农、过去的反对党成员（比如社会革命党的党员）以及过去的沙皇军官。
十月革命后苏联共产党就始终使用一系列手段来镇压它认为对自己有威胁的人，比如施行恐怖，或者施加社会监视，有时这些镇压比较不明显，有时则会达到一个顶峰，比如在红色恐怖期间，或者对反对集体化的富农进行的镇压等等。大清洗与这些镇压不同的地方在于共产党首次对自己内部进行大规模的镇压。但是实际上总的来说共产党员和官员占被害者总数的小部分。党内清洗与对整个社会的清洗是同时进行的。总的来说整个大清洗过程可以分以下三个阶段：
- 第一次莫斯科审判（1936年）
- 引入秘密警察三人审判团来加速“革命正义”（1937年）
- 引入刑法第58条第14款（反革命破坏）（1937年）

## 莫斯科审判

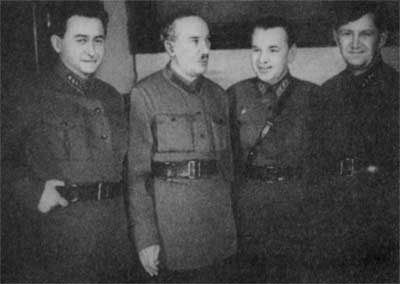
负责进行大规模镇压的內務人民委員部领导，从左到右依次为雅科夫·阿格拉诺夫、亨里希·雅戈达、未知人士、斯坦尼斯拉夫·弗兰特斯维奇·雷登斯，上述三人（除未知人士）同样随后在大清洗中被处死

1934年12月1日，列宁格勒州委书记谢尔盖·基洛夫在自己的办公室中被一个名叫列昂尼德·瓦西里耶维奇·尼古拉耶夫的失业者开枪打死。斯大林对此大做文章，从1936年到1938年在莫斯科进行了对部分原共产党高级领导人的三次公审。被告人被控与西方列强阴谋刺杀斯大林和其他苏联领导人、解体苏联以及建立资本主义社会。全苏联的宣传机器都被动员起来，人民群众经教育后得知，那些失势的前反对派们是如此险恶，他们谋杀了基洛夫，还想谋杀总书记斯大林，甚至全体政治局委员。
- 第一次莫斯科审判是1936年8月针对所谓的“托洛茨基-季诺维耶夫恐怖中心”的16名被告人的审判，其中格里戈里·季诺维也夫和列夫·加米涅夫是重要的前党领导。所有16人被判死刑。
- 第二次莫斯科审判是1937年1月针对所谓的“托洛茨基反苏平行中心”，被告17人中包括格奥尔基·列昂尼多维奇·皮达可夫、卡尔·拉狄克等。13人被判处死刑，其余被关入劳改营，这些人很快死于营中。
- 第三次莫斯科审判是1938年3月针对所谓的“托洛茨基和右派集团”，其中包括原共产国际主席尼古拉·布哈林、原总理阿列克谢·李可夫、克里斯蒂安·拉科夫斯基和原秘密警察首领雅戈达本人。所有重要被告人均被判死刑。
- 此外于1937年6月还在一个军事法庭上对一批苏联红军将军进行了一次秘密审判，被告人中包括米哈伊尔·图哈切夫斯基。

一些出席公审的西方观察员说公审是公正的，被告的罪责确凿。他们的这个判断基于被告人在法庭上，在显然没有受到任何拷打或药物影响的状态下，所做的供认。
比如一位英国律师写道：“这些虚心的社会主义者又一次被怀疑和愤怒围困”，但是“在战场的烟雾滚过之后我们又一次坚定地认识到控告是正确的、承认是正确的，判决是公正的。”
现在有证据显示被告人的认罪是在对他们施加了极大的心理压力后才获得的。通过前秘密警察军官亚历山大·奥尔洛夫和其他人的叙述，得知认罪的手段：反复殴打、拷打、让被告人连续数日站立、不准睡觉、威胁关押和杀害被告人的家庭成员。比如加米涅夫的青年儿子被捕并被控恐怖主义。使用这样的手段数月后被告人陷入绝望和精力耗竭。
季诺维耶夫和加米涅夫提出“认罪”的条件是政治局保证他们和他们的亲人不被枪决。但是他们并没有获得政治局的保证，相反地他们与斯大林、伏罗希洛夫和耶卓夫单独会晤。会上斯大林给予他们这个保证。但是事后斯大林不但没有饶恕被告，而且将他们大多数亲人逮捕甚至处以死刑。布哈林也同意以家属不受害为“认罪”条件，这个条件得到部分实现：他的妻子被关入劳改营，但是幸存。
1937年5月在美国，托洛斯基的支持者成立了一个“考察在莫斯科审判中针对托洛斯基的控告的委员会”，一般被称为杜威委员会，来考察公审中被“证实的事实”。这个委员会的主席是美国哲学家和教育家约翰·杜威。虽然这个委员会明显地要证明托洛斯基的无罪，但是它还是揭露了莫斯科审判中所“证实”的一些事件不可能是真的。
比如一位被告承认说他于1935年12月飞往奥斯陆从托洛斯基“获得进行恐怖活动的命令”。但是杜威委员会证明没有这次飞行。另一位被告承认说他于1934年12月参加了一场谋杀，但是此时他已经被关押了一年了。
杜威委员会在其422页厚的书《无罪》中发表了它的研究结果。它的结论是所有莫斯科审判中被判的人全部无罪。它总结说：“与外来迹象无关，委员会发现：
- 莫斯科审判在其施行中就是为了要使得不了解真相的民众相信它确证了事实。
- 虽然一般认罪是最有力的证据，但是当事人承认了如此不可能的罪行，以至于委员会确信不论这些认罪是如何获得的，它们不是事实。
- 托洛斯基从未指导任何在莫斯科审判中被告的人与外国势力一起反对苏联，以及托洛斯基从未要求、计划或试图在苏联设立资本主义。”

委员会总结说：“我们因此认为莫斯科审判是在做秀。”
当时一些相信莫斯科审判是公正的人引用莫洛托夫的说法来解释为什么有些认罪包含不可能的事实。比如这些打算挖苏联及其政府的墙脚的人承认可怀疑的事件来让人怀疑他们的审判的正确性。但是莫洛托夫本人就是政治局成员，他自己签署了死刑执行命令，因此他的解释本身就很可疑。

## 军队内的肅清

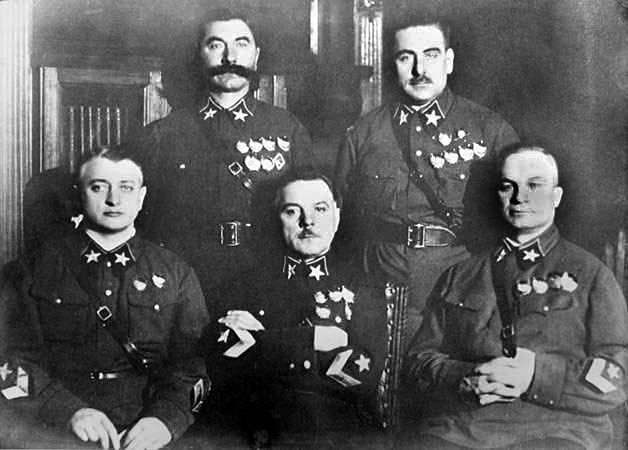
最早晋升的五位苏联元帅，前排由左至右为米哈伊爾·圖哈切夫斯基、克利缅特·伏罗希洛夫、亚历山大·叶戈罗夫，后排从左到右为谢苗·布琼尼、瓦西里·布柳赫尔；只有布琼尼和伏罗希洛夫活过了大清洗

红军内的清洗是由通过捷克斯洛伐克总统愛德華·貝奈斯传递的纳粹假造的文件（蓋世太保首長莱因哈德·海德里希伪造的）引起的。这些伪造的文件包括红军元帅图哈切夫斯基与德国最高指挥部成员的通信。红军中5位元帅中的3位、15位集团军司令中的13位、9位海军上将中的8位、57位军长中的50位、186位师长中的154位、全部16位陆军政治委员、28位军政治委员中的25位在清洗中被處以死刑。
一些观察家认为这次清洗使得整个军队的组织被打散，军中缺乏有经验的指挥官，使得整个国家容易被入侵。阿道夫·希特勒和纳粹德国因为了解到红军内部的虚弱而发动了侵苏的巴巴羅薩作戰。

## 更廣泛的肅清
最后几乎所有在1917年俄国革命和在列宁政府中起过重要角色的苏联共产党领导人都被消灭。在1917年十月革命时期中的六位政治局成员中，除斯大林本人外，另外五位中四人被处死，列夫·托洛茨基被开除党籍后四处流亡，于1940年在墨西哥被苏联间谍谋杀。从十月革命到1924年列宁逝世期间被选入政治局的七人中四人被处死，米哈伊尔·汤姆斯基自杀，两人（莫洛托夫和加宁）幸存。从1934年参加第17届共产党代表大会的1966名代表中1108人被捕，这些人几乎全部死于狱中。
当时对前党领导人的审判和处死只不过是大清洗的一小部分。

### 知识分子

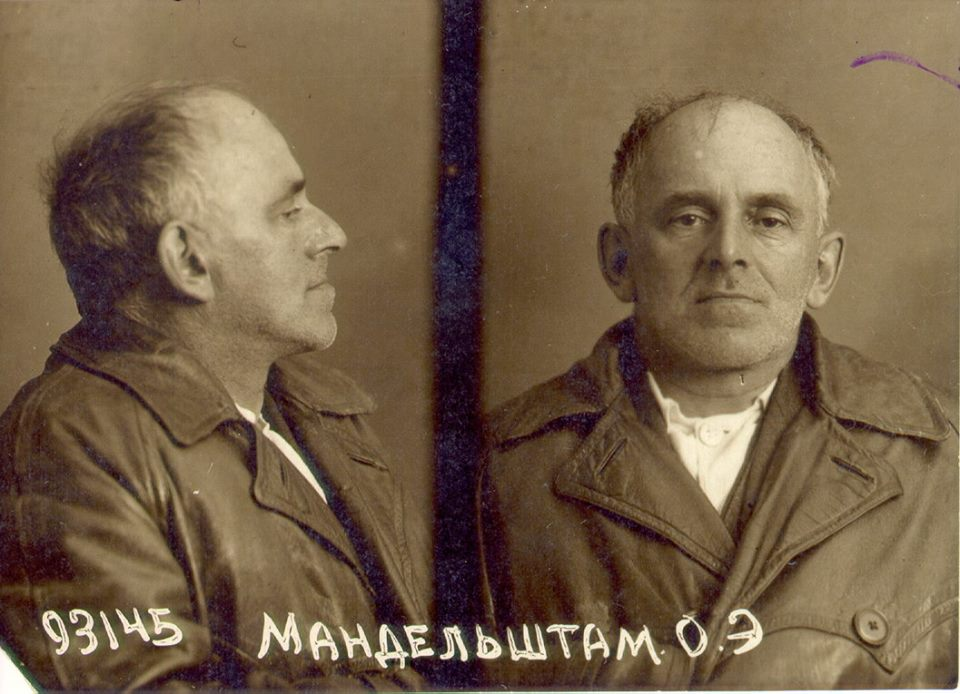
苏联诗人奥西普·曼德尔施塔姆于1938年被内务部逮捕时的收监照，他随后于同年死于劳改营中

在1920年代和1930年代，2000名作家、知識分子和藝術家被監禁，其中1500人在監獄和集中營中喪生。太陽黑子發展研究被判定為非馬克思主義後，27名天文學家於1936年至1938年間失踪。早在1933年，氣象局就因未能預測到對農作物有害的天氣而遭到暴力清洗。然而，作家的傷亡人數尤其高，大量蘇聯作家遭到殘酷迫害和清洗，這段歷史時期被烏克蘭學者稱為「被處決的文藝復興」。

### 原富农
虽然富农“作为阶级已经被消灭”，但是1937年7月30日秘密警察发布了第00447号针对“原富农”、“富农帮凶”和其它反苏联分子的命令。这个命令后来成为一系列其它秘密警察针对其它人群的命令的原型。

### 秘密警察针对少数民族的行动
从1937年到1940年，出于对战争时期所谓的“最可能的敌人”以及周围的想要瓦解苏联国家的“敌对资本主义国家”的“第五纵队”的恐惧，秘密警察发动了一系列针对个别少数民族人的大规模行动。最早的是针对波兰人的行动。许多这些行动是按照一个数量来完成的，上级军官按照一定的统计数据下令当地的秘密警察关押和处决一定数量的“反革命分子”。少數民族幹部被指資產階級民族主義分子。
命运最为悲惨的当属北高加索人，集体化期间，印古什、車臣热爱骑马的北高加索人不愿被剥夺养马的权利，于是反抗者被当作富农遭清洗，大清洗期间，被蘇聯政權視為“问题民族”的车臣人再次遭到鎮壓，其结果直接导致后来德国入侵时车臣人几乎全体倒戈協助德軍。

### 西方移民受害者
大清洗的受害者包括了移民到蘇聯的美國人，他們在大蕭條最嚴重的時期移民到蘇聯尋找工作。在大清洗最嚴重的時候，美國移民圍攻美國大使館，乞求得到美國護照，這樣他們就可以離開蘇聯。然而，他們被美國大使館的官員拒之門外，卻在潛伏在外面的人行道上的內務人民委員部特工逮捕。不少人隨後在布托沃射擊場被槍殺。此外，141名芬蘭裔美國共產主義者在桑達爾莫赫被處決並埋葬。127名芬蘭裔加拿大人也被槍殺並埋在那裡。

### 古拉格囚犯的處決
關押在古拉格的政治犯也被大量處決。內務人民委員部第00447號命令還將「集中營中最惡毒、最頑固的反蘇分子」都「歸入第一類」，即槍決。內務人民委員部第00447號命令下令對這支隊伍處決 10000人，但在秘密大規模行動過程中被槍殺的人數至少增加了三倍，其中大多數發生在1938年3月至4月。

### 蒙古的大清洗
1930年代後期，史達林向蒙古人民共和國派遣了內務人民委員部特工，建立了蒙古版的三人法庭，處決了數以萬計被指控與「親日間諜團伙」有聯繫的人。佛教喇嘛佔受害者的大多數，有 18,000人在大清洗中喪生。其他受害者是貴族、政治和學術人物，以及一些普通工人和牧民。最近在2003年發現了包含數百名被處決的佛教僧侶和平民的萬人坑。

### 新疆的大清洗
中華民國新疆省的親蘇領導人盛世才於1937年發起了自己的清洗，以配合史達林的大清洗。其間爆發新疆戰爭。盛世才得到了內務人民委員部的援助。盛世才和蘇聯人指控托洛茨基主義者的大規模陰謀和摧毀蘇聯的「法西斯托派的陰謀」。蘇聯總領事加列金·阿普列索夫、馬虎山、馬紹武、马木提·穆依提（别称Mahmud Sijan）、新疆省反帝会官方領導人王寿成（Huang Han-chang）和和加尼牙孜等435人被指控參與陰謀。新疆實際上處於蘇聯的控制之下。

## 结束
1938年夏，斯大林和他的周围意識到大清洗过头了。叶若夫被解除内务人民委员职务（一开始依然是水运人民委员），并以自己被清洗掉而告终。斯大林的同乡和新任者拉夫连季·帕夫洛维奇·贝利亚继任内务人民委员。1938年11月17日苏联人民委员会和苏联共产党中央委员会共同发表了《关于关押、检举审问和拷问的法令》，此后贝利亚领导的内务人民委员部发布的命令取消了大多数内务人民委员部大规模活动，放弃了死刑的应用。这是这场大清洗的结束。
在斯大林逝世前仍有大规模关押和流放的事件，而大清洗期间关押大批政治犯的古拉格系统直到1960年才被苏联内务人民委员部关闭。

## 西方的反應

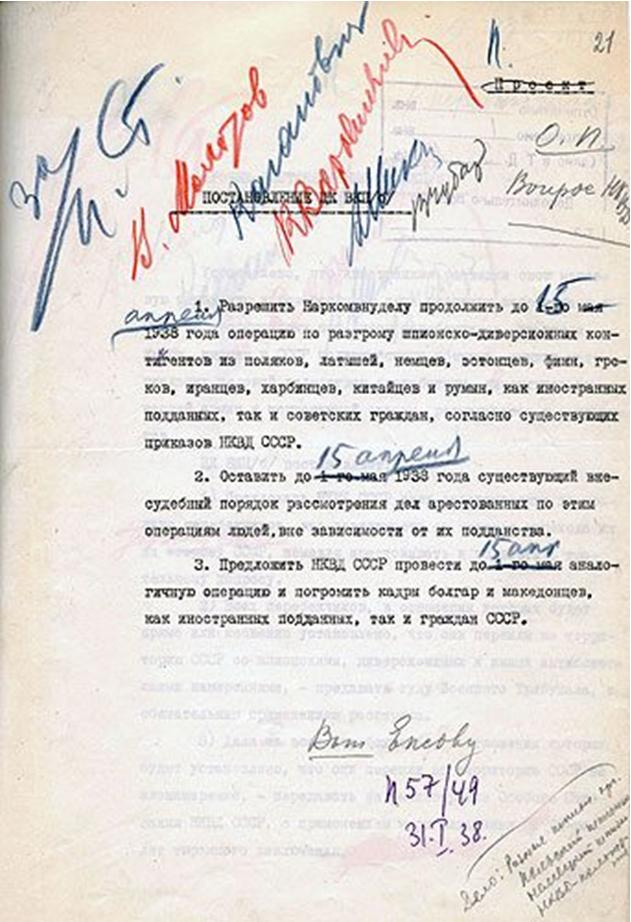
苏联共产党中央委员会决议书。批准签名：约瑟夫·斯大林、维亚切斯拉夫·莫洛托夫、拉扎尔·卡冈诺维奇、克里门特·伏罗希洛夫、阿纳斯塔斯·米高扬、弗拉斯·丘巴尔。内务人民委员部批准延长全国大清洗行动的名单，现保存在俄罗斯联邦总统档案馆。

虽然对前苏联领导人的审判原則上是公开的，但是事實上被关押和死刑不是公开的。只有在后来少数被关押在古拉格的幸存者逃到西方后人们才渐渐认识到这些事实。但是西方记者不但没有能够报道这场大清洗，而且在许多西方国家中，尤其在法国，有人甚至企图置这些当事人的叙述于不可信。比如让-保罗·萨特认为应该忽视这些集中营的事实来使得法国无产阶级不被灰心。但是一系列合法的研究还是证明这些当事人所报道的事件是真实的。
1968年前共产党员、英国间谍和英国外交部信息研究局（其作用是反共宣传）的撰稿人罗伯特·康奎斯特发表了他的书《大恐怖》。康奎斯特认为许多西方观察家没有能够洞察整个公审中的作弊。他还阐明虽然当时大多数国家的共产党尊随苏联共产党的方针，但是一些国家的共产党组织，尤其是左翼的组织，在这场运动中是最持批评性观点的。
虽然西方对公审主要持悲观态度，虽然偶尔有对古拉格的报道，但是大多数西方知识分子依然持亲苏态度。直到1956年斯大林的罪行已经在苏联共产党内部公开后一些这些人只是退出了共产党，但依然坚持共产主义。随着冷战和麦卡锡主义的开始在西方共产党人被迫害，一些人出于保护自己的目的脱离共产党。而且斯大林死后整个大清洗的现实和它的规模开始渐渐暴露。美国共产党的机关报纸全幅刊登了赫鲁晓夫的秘密报告。1973年亚历山大·索尔仁尼琴发表了《古拉格群岛》。1980年代戈尔巴乔夫公开批判斯大林的罪行。苏联解体后苏联的文献得以被西方和俄罗斯学者研究。最后在始终比较亲苏的法国发表了《共产主义黑皮书》，将共产主义与纳粹主义相比。虽然如此至今为止一直有人试图减少大清洗所带来的浩劫。

## 平反与纪念

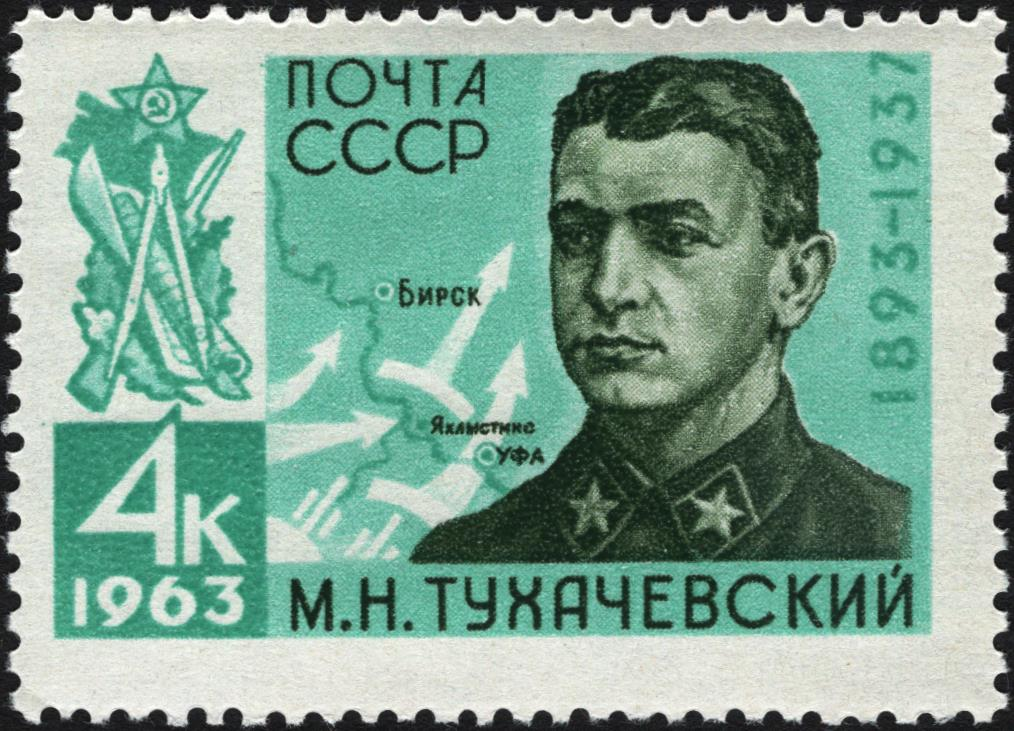
在被平反后，印在苏联邮票上的图哈切夫斯基像。

1953年斯大林死后，赫鲁晓夫上台，并开始揭露大清洗的真相。但是赫鲁晓夫的平反之路非常艰难，1964年赫鲁晓夫的下台很快使平反工作处于半停滞状态。大规模和全面平反直到1985年戈尔巴乔夫上台后才得以展开。
1956年2月在苏联共产党第二十次代表大会上赫鲁晓夫做了著名的《关于个人崇拜及其后果》秘密报告（一个月后这个报告被發表）。赫鲁晓夫称大清洗是斯大林“滥用权力”，为国家带来了巨大的破坏。在同一报告中赫鲁晓夫承认许多受害者是无辜的，他们的认罪基于受拷打后获得的假认罪。
早在1954年开始一些被害者已经被平反。被判有罪的红军将军于1957年被平反。在1950年代其他许多的被害者和一些前政治局成员被平反。但是在莫斯科审判中被判的布哈林等人直到1988年才被平反。同年，苏联所有中小学生的历史期末考试取消，决定称：“那些用谎言毒害人民的思想和心灵，欺骗了一代又一代的人，其罪行是巨大的，罄竹难书。”俄罗斯时代，前苏联众多秘密文件和档案解密，大清洗运动中诸多不为人知和早先引起争议的细节得以澄清。
1991年发表的《平反：30至50年代的政治案》（Реабилитация. Политические процессы 30-50-х годов）中包含了大量新的原始档案：审问纪录、被害者的书信、照片。这些文件仔细地显示了这些作秀公审是如何产生的。
2008年适逢苏联大清洗70周年，俄罗斯总统普京成为第一位就大清洗表态的相关国家元首，2007年底在莫斯科南郊“布托沃射击场”的大清洗纪念地，悼念死难受害者时说：
|  | 我们所有人都应当记住这一历史悲剧，但不是悲剧本身。之所以需要纪念，是因为我们应该清楚，为了国家发展和进步，选择更有效的道路需要政治上的争论，需要大辩论，需要交换意见和斗争，但所有这些都应该是建设性的，而非具有破坏性的.......这样的悲剧曾在人类历史上反复上演，其原因是那些看似吸引人的空洞理想被置于人类的基本价值观——珍视生命、人权和自由之上。 |

但现代俄罗斯，对大清洗的评价正在出现变化，在2005年，列瓦达中心的民意调查中，40％的受访者认为红军的领导层已经被斯大林的清洗所摧毁。但在2021年，只有17％的受访者认同同样的说法。

## 受害者数目
在准备苏联共产党第二十次代表大会时一个特殊委员会下令内政部进行统计的数目表明，按照秘密警察档案仅在1937年至1938年一年中斯大林本人就签署了681692人的处决。被害人的总数至今为止不明，按照不同的统计、以及按照对时间范围的定义的不同和是否包括在古拉格中或在强迫迁徙中死亡的人的定义的不同这些统计数据非常不一致。有人认为在此后数十年中约170万人被关押，近70万人被处死。但对这个数据继续有争议。克格勃的老纪录现在逐渐被新的俄罗斯政府发表。

## 苏联调查委员会
斯大林死后苏联至少设立过两个调查委员会来调查莫斯科审判。第一个由有莫洛托夫等人组成的，其工作时间是1956年至1957年。由于这个委员会的成员本身就是涉及到大清洗的人，因此它不可能公正。这个委员会的结论是针对图哈切夫斯基等人的控告是错误的，虽然它承认莫斯科审判中的“证据”是通过谎言、诬蔑和“人身影响措施”获得的，但是它没有平反莫斯科审判中的受害人。虽然对布哈林等人的控告明显错误，但是由于“他们多年来是苏联建设社会主义期间的反苏维埃首领”，因此他们不能被平反。
第二个委员会是由尼古拉·施万尼克领导的，其工作期是从1961年到1963年，其结果综合在两份很厚的报告中。这两份报告详细地记录了在针对布哈林等人的公审中的作弊。它的结论主要基于对前秘密警察成员和受害者的询问和其它许多文件。委员会要求平反除拉狄克和雅戈达外所有在莫斯科审判中被害的人。拉狄克的案件需要继续仔细审理，而雅戈达本人是一个在公审中假造证据的罪犯。委员会总结道：
- “斯大林对共产党、社会主义国家、苏联人民和全世界革命运动犯下了巨大罪行……莫洛托夫等人与斯大林一起对滥用法律和上千完全无辜的人的死负有责任……”

但此后不久赫鲁晓夫就下台了，“解冻”时期结束，三次公审的大多数受害者一直要到戈尔巴乔夫时期才被完全平反。

## 怀疑和否认
一些自称为斯大林主义者的作家坚持大清洗的范围被夸张，而且在当时的政治情况下大清洗是一个必要措施。他们称今天的主流观点主要是斯大林后的苏联政策与西方政治家和历史学家所制造的。前者，尤其是赫鲁晓夫的动机在于削弱苏联国内的政治敌人，而后者的目的则是削弱整个苏联。
与此不同的是一些严格的新的学术研究似乎说明过去的一些估计数字（死亡人数、古拉格的统计）可能的确夸张了。由于目前的弗拉基米尔·普京总统领导的俄罗斯对过去的苏联档案的接触提高限制，有许多文件依然无法被研究。
大清洗在苏联官方历史上被称为“肃反”，官方说法称肃反扩大化，肃反是对的，只是在操作时，范围上失控了。
在现代，那些搞镇压纪念的非政府组织纪念馆已经被贴上了“外国代理人”的标签。

### 引用
1. ↑  Kuhr, Corinna.  [大清洗的受害者，“人民公敌”的子女]. Cahiers du Monde russe. 1998, 39 (1/2): 209–220  [2022-05-22]. ISSN 1252-6576. JSTOR 20171081. doi:10.3406/cmr.1998.2520. （原始内容存档于2021-12-23） –JSTOR. According to latest estimates 2,5 million people were arrested and 700,000 of them shot. These figures are based on reliable archival materials ... [据最近的研究，有250万人在大清洗中被逮捕，其中有70万人被枪决。这些数字基于可信的存档资料……]
2. ↑  François-Xavier, Nérard.  [列瓦绍沃公墓和列宁格勒地区的大恐怖]. Paris Institute of Political Studies. 2009-02-27  [2022-05-22]. （原始内容存档于2022-05-31） （英语）. The Yezhovshchina or Stalin’s Great Terror [...] The precise end result of these operations is difficult to establish, but the total of the condemnations is estimated at roughly 1,300,000 of which 700,000 were sentenced to death, most of the others were sentenced to ten years in the camps (document translated in Werth, 2006: 143). [叶若夫时期，或者说斯大林的大恐怖时期……中造成的确切死亡人数难以计算，但估计至少有130万人曾被逮捕，其中70万人被判处死刑，其他人则被处以劳改十年（Werth 2006年，143页的翻译文档）]
3. 1 2  Ellman, Michael.  [苏联镇压的统计：一些评论] (PDF). Europe-Asia Studies. 2002, 54 (7): 1151–1172  [2022-05-22]. S2CID 43510161. doi:10.1080/0966813022000017177. （原始内容 (PDF)存档于2019-05-25）. The best estimate that can currently be made of the number of repression deaths in 1937–38 is the range 950,000–1.2 million, i.e. about a million. This is the estimate which should be used by historians, teachers and journalists concerned with twentieth century Russian—and world—history [目前对1937-38年镇压死亡人数的最准确估计是95万-120万，即大约100万。这是关注二十世纪俄罗斯和世界历史的历史学家、教师和记者应该使用的估计。]
4. 1 2 3  沈志华; 徐天新 (编). .  (PDF). 社会科学文献出版社. 2002-08: 361-362  [2022-05-22]. ISBN 9787801496348. （原始内容存档 (PDF)于2022-03-25） （中文（简体））.
5. 1 2  . www.alexanderyakovlev.org.   [2021-11-06]. （原始内容存档于2022-01-26）.
6. ↑  Conquest 2008，第53頁.
7. ↑  Brett Homkes. . McNair Scholars Journal. 2004, 8 (1): 13  [2022-05-22]. （原始内容存档于2021-12-11）.
8. ↑  Harris 2017，第16頁.
9. ↑  James Harris, "Encircled by Enemies: Stalin's Perceptions of the Capitalist World, 1918–1941," Journal of Strategic Studies 30#3 [2007]: 513–545.
10. ↑  荣, 植. . 世界知识. 1988, (08): 18–21  [2022-05-22]. （原始内容存档于2022-05-31） （中文（简体））.
11. ↑  鲁恩, 亚历克. . 纽约时报中文网. 2016-03-15  [2022-05-22]. （原始内容存档于2022-05-31） （中文（简体））. 还说肃反运动的规模或残忍程度“并没有媒体说的那么可怕”。
12. ↑  在俄罗斯史学史（英语：Russian historiography）中这一名词是指大清洗中最恐怖的时期，即1937年—1938年，得名自当时的内务人民委员部部长尼古拉·叶若夫
13. ↑  . 大英百科全书. 1998-07-20. （原始内容存档于2019-04-04） （英语）.
14. ↑  . HISTORY.   [2021-12-02]. （原始内容存档于2018-09-12） （英语）.
15. ↑  . www.wilsoncenter.org.   [2021-12-03]. （原始内容存档于2017-07-05） （英语）.
16. ↑  People's Comissariat Of Justice Of The U. S. S. R. . People's Comissariat of Justice of the U. S. S. R. 1938-01-01  [2022-05-22]. ASIN B0711N78KN. （原始内容存档于2021-12-03）.
17. ↑  Knight, Amy. . Hill & Wang. 1999.
18. ↑  Getty, John Arch; Getty, John Archibald. . Cambridge University Press. 1987-01-30  [2022-05-22]. ISBN 978-0-521-33570-6. （原始内容存档于2022-05-31） （英语）.
19. ↑   [大清洗]. Seventeen Moments in Soviet History. 2015-06-18  [2021-12-02]. （原始内容存档于2015-09-21） （美国英语）.
20. ↑  Whitewood, Peter.  [再思考斯大林1937–38年对红军的清洗]. University Press of Kansas Blog. 2016-06-13  [2021-12-03]. （原始内容存档于2017-04-15）.
21. ↑  Uldricks, Teddy J.  [大清洗对外交人民委员会的影响] (PDF). Slavic Review. 1977, 36 (2): 187–204  [2022-09-26]. JSTOR 2495035. S2CID 163664533. doi:10.2307/2495035. （原始内容存档 (PDF)于2022-09-26）.
22. 1 2  Schatman, Max.  [莫斯科审判之后]. 1938.
23. ↑  Figes 2007，第227–315頁.
24. ↑   [导言：大清洗的历史], Origins of the Great Purges (Cambridge University Press), 1985-04-26: 1–9  [2021-12-02], ISBN 9780521259217, doi:10.1017/cbo9780511572616.002, （原始内容存档于2023-10-03）
25. ↑  Homkes, Brett.  [确定性、可能性与斯大林的大清洗]. McNair Scholars Journal. 2004  [2022-05-22]. （原始内容存档于2021-12-11）.
26. ↑  Helen Rappaport. . ABC-CLIO. 1999: 110  [2015-09-29]. ISBN 978-1576070840. （原始内容存档于2022-05-31）.
27. ↑  . www.britannica.com.   [2022-04-27]. （原始内容存档于2022-05-30） （英语）.
28. ↑  Whitewood, Peter. 2015. "The Purge of the Red Army and the Soviet Mass Operations, 1937–38 （页面存档备份，存于）." Slavonic & East European Review 93(2)) 286–314.
29. ↑  Conquest 2008，第250, 257–258頁.
30. ↑  Conquest 2008，第121 which cites his secret speech頁.
31. ↑  Conquest 2008，第286頁.
32. ↑  Murphy, Austin. . Fucecchio (Firenze), Italy: European Press Academic Publishing. 2000: 76–78. ISBN 88-8398-002-6. OCLC 45434980.
33. ↑  Hagenloh, Paul. 2000. "Socially Harmful Elements and the Great Terror. [社会上的有害因素与大恐怖]" Pp. 286–307 in Stalinism: New Directions, edited by S. Fitzpatrick. London: Routledge.
34. ↑  Shearer, David. 2003. "Social Disorder, Mass Repression and the NKVD During the 1930s." Pp. 85–117 in Stalin's Terror: High Politics and Mass Repression in the Soviet Union, edited by B. McLaughlin and K. McDermott. Basingstoke: Palgrave MacMillan
35. ↑  Tim Tzouliadis. "Nightmare in the workers paradise （页面存档备份，存于）". BBC News, 2 August 2008
36. ↑  John Earl Haynes and Harvey Klehr. "American Communists and Radicals Executed by Soviet Political Police and Buried at Sandarmokh （页面存档备份，存于）" (appendix to In Denial: Historians, Communism and Espionage).
37. ↑  Christopher Kaplonski, "Thirty thousand bullets （页面存档备份，存于）", in: Historical Injustice and Democratic Transition in Eastern Asia and Northern Europe, London 2002, pp. 155–168
38. ↑  "Mass grave uncovered in Mongolia". RTÉ News, 12 June 2003
39. ↑  Allen S. Whiting and General Sheng Shicai. "Sinkiang: Pawn or Pivot?" Michigan State University Press, 1958
40. ↑  Andrew D. W. Forbes. . Cambridge, England: CUP Archive. 1986: 151, 376  [2010-12-31]. ISBN 978-0-521-25514-1. （原始内容存档于2022-04-09）.
41. 1 2  Kolesnikov, Andrei. . The Moscow Times. 2021-07-23  [2023-03-04]. （原始内容存档于2023-03-15） （英语）.

## 扩展阅读
- （俄文）
- （俄文）